# Barbourofelidae
Os Barbourofelídeos (Barbourofelidae Schultz, Schultz & Martin, 1970 sensu Morlo et al., 2004) foram um grupo de mamíferos carnívoros feliformes, superficialmente parecidos com os Felídeos dente-de-sabre, e cuja real posição taxonômica ainda é muito controversa, inicialmente foram classificados como uma parte dos Machairodontinae; depois reunidos aos Nimravidae, um grupo chamado informalmente de "paleofelídeos", devido a ser muito parecidos com gatos; e finalmente, em estudos mais recentes, parecem ter uma origem mais próxima aos Felídeos.
Os Barbourofelídeos apareceram primeiro no registro fóssil no início do Mioceno africano, de onde migraram para a Eurásia, alcançando a América do Norte no final do mesmo período, representados lá pelo enorme Barbourofelis.

## Classificação
- Subfamília Afrosmilinae
  - Gênero Ginburgsmilus Morales, Salesa, Pickford e Soria, 2001
    - Ginburgsmilus napakensis Morales et al., 2001 [Mioceno Inferior (MN 2), Napak, Uganda]

  - Gênero Afrosmilus Kretzoi, 1929
    - Afrosmilus turkanae [Mioceno Inferior (MN 4), Turkana, Quênia]
    - Afrosmilus africanus [Mioceno Inferior (MN 4)]
    - Afrosmilus hispanicus Morales et al., 2001 [Mioceno Inferior (MN 4), Artesilla, Espanha]

  - Gênero Syrtosmilus Ginsburg, 1978
    - Syrtosmilus syrtensis [Mioceno Inferior (MN 4), Gebel Zelten, Líbia]

  - Gênero Prosansanosmilus Heizmann, Ginsburg e Bulot, 1980
    - Prosansanosmilus peregrinus Heizmann et al., 1980 [Mioceno Inferior a Médio (MN 4-MN 5), Europa Ocidental e Central]
    - Prosansanosmilus eggeri Morlo, Peigné e Nagel, 2004 [Mioceno Médio (MN 5)]
- Subfamília Barbourofelinae
  - Gênero Sansanosmilus Kretzoi, 1929
    - Sansanosmilus palmidens (Blainville, 1843) - Mioceno Médio (MN 5-6), Eurásia.
    - Sansanosmilus jourdani (Filhol, 1883) [Mioceno Médio (MN 6-MN 8), Eurásia]

  - Gênero Vampyrictis Kurtén, 1976.
    - Vampyrictis vampira [Mioceno Superior (MN 9), Bled Douarah, Tunísia]

  - Gênero Barbourofelis Schultz, Schultz e Martin, 1970 – Mioceno superior (15 - 6 Ma); dimensões muito superior às de um leão,cujo exemplar maior tinha um porte equivalente ao de um urso grizzly-com o corpo muito robusto e musculado; tinha os maiores dentes caninos do grupo; tão grandes, de fato, que os caninos da primeira dentição só começavam a emergir após os dentes do fundo da boca já estarem na dentição definitiva, já que antes o focinho do animal era curto demais para acomodar dentes tão grandes. 
    - Barbourofelis whitfordi (Barbour e Cook, 1915) [Mioceno Médio a Superior (~MN 7-9), EUA]
    - Barbourogelis osborni (Schultz et al., 1970) [Mioceno Superior (~MN 9), EUA]
    - Barbourofelis loveorum (Baskin, 1981) [Mioceno Superior (~MN 9-10), EUA]
    - Barbourofelis morrisi Schultz et al., 1970 [Mioceno Superior (~MN 9-10), EUA]
    - Barbourofelis fricki Schultz et al., 1970 [Mioceno Superior (~MN 11-13), EUA]
    - Barbourofelis piveteaui (Ozansoy, 1965) [Mioceno Superior (MN 9), Turquia e Moldávia]
    - Barbourofelis vallensiensis (Beaumont e Crusafont, 1982) [Mioceno Superior (MN 9), Espanha; Ucrânia]